# Свеженцева, Елена
Елена Свеженцева (род. 21 декабря 1968), в замужестве Бургиман — советская и узбекская легкоатлетка, специалистка по метанию копья. Выступала за сборные СССР, СНГ и Узбекистана по лёгкой атлетике в 1990-х и 2000-х годах, победительница и призёрка первенств национального значения, участница летних Олимпийских игр в Барселоне и чемпионата мира в Штутгарте.

## Биография
Елена Свеженцева родилась 21 декабря 1968 года.
Занималась лёгкой атлетикой в Ташкенте, представляла Узбекскую ССР.
Впервые заявила о себе в метании копья в сезоне 1992 года, когда с личным рекордом 61,76 метра выиграла бронзовую медаль на чемпионате СНГ в Москве — уступила здесь только Наталье Шиколенко из Белоруссии и Ирине Костюченковой с Украины. По итогам чемпионата вошла в состав Объединённой команды, собранной из спортсменов бывших советских республик для участия в летних Олимпийских играх в Барселоне — показала на Играх результат 57,32 метра, расположившись в итоговом протоколе соревнований на девятой строке.
После распада Советского Союза представляла Узбекистан. Так, в 1993 году в составе узбекской национальной сборной выступила на чемпионате мира в Штутгарте, где метнула копьё на 55,10 метра, не сумев преодолеть предварительный квалификационный этап.
Оставалась действующей спортсменкой на протяжении 1990-х и 2000-х годов, хотя сколько-нибудь значимых результатов на международной арене больше не показывала. Лучший результат с копьём нового образца показала в сезоне 2000 года — 56,42 метра.